# Aria (Grecia)
Aria (en griego, Άρια) es un pueblo de Grecia que administrativamente pertenece a la periferia del Peloponeso, a la unidad periférica de Argólida y al municipio de Nauplia. En el año 2011 contaba con una población de 3376 habitantes.

## Historia
El área ha estado habitada desde el periodo micénico. De esta época se han encontrado varias tumbas y huellas de construcciones. Un elemento favorable para el establecimiento de población desde tiempos antiguos es la existencia de numerosos manantiales de agua. Algunos historiadores creen que una de las fuentes podría identificarse con la fuente denominada Cánato por Pausanias, que indica que allí la diosa Hera se bañaba. En época romana fue construido un acueducto.
Sin embargo, la referencia más antigua sobre la localidad de Aria data del año 1149, cuando se construyó el Monasterio de Aria sobre los restos de un antiguo templo griego.